# Таволга вязолистная
Та́волга вязоли́стная, или лаба́зник вязоли́стный, или та́воложник, или багула, или богула, или белоголовник (лат. Filipéndula ulmária) — многолетнее травянистое растение рода Лабазник, или Таволга (Filipendula) семейства Розовые (Rosaceae), произрастающее на влажных лугах в странах Европы и Западной Азии, а также интродуцированное и натурализовавшееся в Северной Америке.

## Название
Толковый словарь В. И. Даля приводит для таволги вязолистной целый ряд русских народных названий: «батер,… таволожник,… белоголовка, белоголовец, донник?, жердовник, лабазник, лабазка, медуница, медунишник, плакун?, живокость, болотная бузина?, богула, раповник, храповник, чертогрыз, топырка, шламда, огуречник? (ошибочно жимолость)».

## Ботаническое описание
Многолетнее травянистое растение высотой до 1,5—2 м с прямостоячим гладким ребристым густо облиственным, простым или ветвистым стеблем и мочковатой корневой системой. Корневище ползучее. Корни без клубневидных утолщений.
Листья прерывисто-перистораздельные с двумя — тремя парами боковых заострённых пильчатых и одним более крупным конечным листочком, разделённым на 3—5 долей. Они сверху голые тёмно-зелёные, снизу беловойлочные. Между крупными листьями расположены промежуточные мелкие, остро-зубчатые. При растирании листья издают резкий запах. Боковые листочки прикорневых листьев в числе четырёх — десяти пар, от широкояйцевидных до яйцевидно-ланцетных, цельные или слегка лопастные, надрезанно-пильчатые.
Цветки многочисленные мелкие жёлто-белые кремовые душистые, собраны в густые рыхлые метёлки длиной до 20 см. Лепестков и долей чашечки по пять (редко лепестков шесть). Лепестки с длинным ноготком; гипантий плоский; тычинки в 1,5—2 раза длиннее лепестков. Цветёт в июне—июле.
Плод — многоорешек, состоящий из 10—15 спирально закрученных голых, твердеющих по мере созревания односемянных орешков. Плодоношение в июле—августе. Одно растение даёт до пятисот семян. Семена распространяются ветром или водой.
Число хромосом 2n = 14 (16).

## Распространение и экология
Таволга вязолистная распространена в Европе (Скандинавия, Центральная Европа, страны на побережье Атлантического океана, центральные области Украины — редко, Карпаты — редко, Северное Причерноморье) и во многих районах Азии (Средняя Азия — северная часть, в горах до Джунгарского Алатау; Малая Азия, Монголия).
В России встречается в европейской части и в Предкавказье (кроме крайнего юго-востока; в Верхне-Волжском районе редко), Западной и Восточной Сибири (только в южной части Забайкалья до Хэнтэйского нагорья).
Растёт по сырым низинным и послелесным лугам и низинным травяным болотам, на опушках заболоченных лесов, в пойменных и влажных тенистых лесах, по берегам водоёмов и канавам.

## Химический состав
Растение содержит аскорбиновую кислоту, следы кумаринов, фенольные соединения, фенолгликозиды, дубильные вещества (6—23,7 %), флавоноиды, халконы. Надземная часть растения содержит также фенолкарбоновые кислоты (кофейную и эллаговую), катехины, эфирное масло (в цветках 0,2 %), ароматические соединения (ванилин, метилсалицилат, салициловый альдегид), стероиды, камфору и высшие жирные кислоты.
В листьях содержится от 120 до 250 мг % аскорбиновой кислоты.
| Фаза     | Воды (в %) | От абсолютного сухого вещества в % | От абсолютного сухого вещества в % | От абсолютного сухого вещества в % | От абсолютного сухого вещества в % | От абсолютного сухого вещества в % | Источник и район              |
| Фаза     | Воды (в %) | золы                               | протеина                           | жира                               | клетчатки                          | БЭВ                                | Источник и район              |
| -------- | ---------- | ---------------------------------- | ---------------------------------- | ---------------------------------- | ---------------------------------- | ---------------------------------- | ----------------------------- |
| Цветение | —          | 6,0                                | 11,9                               | 3,4                                | 33,1                               | 45,6                               | Михеев, 1935, Северный Кавказ |
| —        | 15,1       | 4,7                                | 8,7                                | 3,2                                | 26,1                               | 57,3                               | Иванкин, 1935                 |

## Хозяйственное значение и использование
Таволга вязолистная богата дубильными веществами и пригодна для окраски и дубления лёгких и тяжёлых кож, но не используется кожевенной промышленностью.
Охотно поедается алтайским маралом (Cervus elaphus sibiricus Severtzow). По наблюдениям в Западной Сибири, крупный рогатый скот поедает растение плохо. Небольшой примесью к сену поедается хорошо. Хорошо ест обыкновенный бобр (Castor fiber), глухарь (Tetrao urogallus), тетерев-косач (Lyrurus tetrix), рябчик (Tetrastes bonasia). Рябчик летом поедает листья, осенью плоды. Листья и соцветия поедаются северным оленем (Rangifer tarandus). Однако практического значения для оленей не имеет. По наблюдениям в Окскоми Печоро-Илычском заповеднике верхушка растения часто поедается европейским лосём (Alces alces).
Растение издавна применяется в народной медицине. В лекарственных целях используют все части растения — траву, цветки и корни. Таволга входит в официальную фармакопею многих стран Западной Европы, но особенно широко её применение в народной медицине. Настой травы используют при простуде и ревматических болях. Отвар корней применяют как общеукрепляющее, мочегонное средство. Отвар цветков ценится как проверенное средство от водянки, ревматизма и подагры. Компрессы с настоем травы или корней прикладывают к суставам, поражённым артритом или ревматизмом, а также используют для промываний глаз при конъюнктивитах. Настойка травы обладает антибактериальным действием и способствует эпителизации трофических язв на ногах, ран и ожогов и может использоваться как ранозаживляющее средство. В тех же случаях успешно используют мазь. Порошок из сухих цветков раньше нюхали при насморке.
Отвар цветков в эксперименте оказывает сосудоукрепляющее, противовоспалительное, противоязвенное, стресс-протективное свойства.
Цветки и листья иногда служат заменителем чая. Молодые побеги на Кавказе используют в качестве салата.
Хороший медонос.
| |  |  |  |  |  |
| Слева направо: Заросли таволги вязолистной, прикорневые листья, стеблевые листья, соцветие, цветок, плоды |  |  |  |  |  |

## Классификация

### Таксономия
- Filipendula ulmaria (L.) Maxim., 1879, Trudy Imp. S.-Peterburgsk. Bot. Sada 6: 251

Вид Таволга вязолистная относится к роду Таволга (Filipendula) и включается в семейство Розовые (Rosaceae) порядка Розоцветные (Rosales), последовательно входящего в более крупные клады Фабиды → Розиды → Суперрозиды → Эвдикоты → Цветковые растения. Таксономическая схема в соответствии с Системой APG IV по состоянию на июнь 2024 года:
|  |                          |  |                                   |                                   |                   |  | еще 8 семейств | еще 8 семейств |                         |  |                         |  | еще 14 подтвержденных видов и 2 вида, ожидающих подтверждения | еще 14 подтвержденных видов и 2 вида, ожидающих подтверждения |  |
|  |                          |  |                                   |                                   |                   |  | еще 8 семейств | еще 8 семейств |                         |  |                         |  | еще 14 подтвержденных видов и 2 вида, ожидающих подтверждения | еще 14 подтвержденных видов и 2 вида, ожидающих подтверждения |  |
|  |                          |  |                                   | порядок Розоцветные               |                   |  |                |                | род Таволга             |  |                         |  |                                                               |                                                               |  |
|  |                          |  |                                   | порядок Розоцветные               |                   |  |                |                | род Таволга             |  | 2 внутривидовых таксона |  |                                                               |                                                               |  |
|  | клада Цветковые растения |  |                                   |                                   | семейство Розовые |  |                |                | вид Таволга вязолистная |  |                         |  |                                                               |                                                               |  |
|  | клада Цветковые растения |  |                                   |                                   |                   |  |                |                |                         |  |                         |  |                                                               |                                                               |  |
|  |                          |  | ещё 63 порядка цветковых растений | ещё 63 порядка цветковых растений |                   |  |                | еще 116 родов  | еще 116 родов           |  |                         |  |                                                               |                                                               |  |
|  |                          |  |                                   | ещё 63 порядка цветковых растений |                   |  |                |                | еще 116 родов           |  |                         |  |                                                               |                                                               |  |

## Внутривидовые таксоны
- Filipendula ulmaria subsp. picbaueri (Podp.) Smejkal
- Filipendula ulmaria subsp. ulmaria

## Синонимы
- Filipendula ulmaria subsp. quinqueloba (Baumg.) Podp.
- Filipendula ulmaria var. nivea (Wallr.) Schinz & R.Keller
- Spiraea quinqueloba Baumg.
- Spiraea ulmaria L.
- Spiraea ulmaria f. tomentosa (Hayne) St.-Lag.
- Spiraea ulmaria subsp. denudata (J.Presl & C.Presl) Schübler & G.Martens
- Spiraea ulmaria var. tomentosa Gaudin
- Spiraea ulmaria var. tomentosa Hayne
- Thecanisia ulmaria (L.) Raf. ex B.D.Jacks.
- Thecanisia ulmaria (L.) Raf.
- Ulmaria pentapetala Gilib.
- Ulmaria ulmaria (L.) Barnhart